# Дегтярёв, Дмитрий Михайлович
Дмитрий Михайлович Дегтярёв (19 декабря 1948 — 19 июля 2016) — советский и российский теннисный тренер, Заслуженный тренер России (с 1992 года). В 1992—1998 годах тренер сборных СНГ и России в Кубке Федерации, личный тренер Елены Лиховцевой, Елены Макаровой и Елены Дементьевой.

## Биография
Начал играть в теннис в 11 лет. Выступал за Центральный спортивный клуб Армии, в составе команды ЦСКА выиграл зимний Кубок Москвы 1966 года. На следующий год стал победителем чемпионата Вооружённых сил СССР в составе сборной ПВО.
Окончив ГЦОЛИФК, Дегтярёв с 1976 года работал тренером в Центральном спортивном клубе Армии (с 1994 года — тренер команды мастеров ЦСКА). В 1978—1983 годах тренировал юношескую сборную Москвы. В 1990 году привёл сборную СССР к победе в Кубке Гельвеции — юниорском аналоге Кубка Федерации. С 1992 по 1998 год был тренером сборных СНГ и России в Кубке Федерации. В 2007 году одним из первых в стране получил тренерскую лицензию «Гранд».
В качестве тренера Дмитрий Дегтярёв подготовил свыше 30 мастеров спорта СССР и России по теннису. В числе спортсменок, с которыми он работал индивидуально — Елена Лиховцева, Елена Макарова, Елена Дементьева, Анастасия Пивоварова. Елену Дементьеву Дегтярёв готовил к Олимпийским играм в Пекине, где она завоевала чемпионское звание. Среди его качеств как тренера отмечались глубокие знания в сочетании с мягкостью и отзывчивостью, чувство юмора и преданность ученикам.
Умер в 2016 году. Прах захоронен на Николо-Архангельском кладбище.

Могила Дегтярёва на Николо-Архангельском кладбище Москвы.

## Награды и звания
Заслуженный тренер России (1992). Награждён медалью ордена «За заслуги перед Отечеством» II степени.